# دانشگاه بین‌المللی مسیحی
دانشگاه بین‌المللی مسیحی (به ژاپنی: 国際基督教大学, Kokusai Kirisutokyō Daigaku, ICU)، یک دانشگاه خصوصی غیر فرقه‌ای واقع در میتاکا، توکیو، ژاپن، که معمولاً به عنوان ICU شناخته می‌شود. با تلاش شاهزاده تاکاماتسو، ژنرال داگلاس مک‌آرتور و رئیس بانک ژاپن، هیساتو ایچیمادا، در سال ۱۹۴۹ به عنوان اولین کالج هنرهای آزاد در ژاپن تأسیس شده‌است.